# 地磁南极

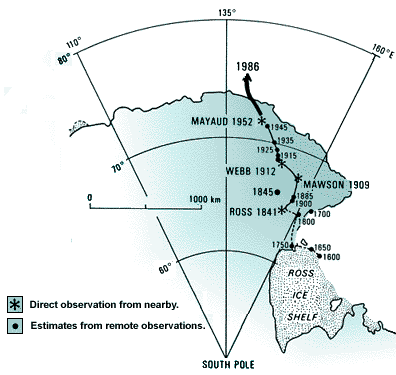
地磁南極地點變化 (1600-1986年)

地磁南极是地球表面地球磁场方向垂直向上的点。地磁南极点随时间不停的变化。地磁南极与地理南极并不相同，在当前这段时期，地磁南极位于地理南极附近。另外，由于地球磁场并不是完全对称的，地磁北极与地磁南极并不是处在对蹠点位置上。
2015年，地磁南极位置为64°17′S 136°35′E / 64.28°S 136.59°E 。
近年地磁北极与地磁南极的位置如下所示：
| 地磁北极 | (2001) 81°18′N 110°48′W / 81.3°N 110.8°W | (2004) 82°18′N 113°24′W / 82.3°N 113.4°W | (2007) 83°57′N 120°43′W / 83.95°N 120.72°W         | (2015) 86°17′N 160°04′W / 86.29°N 160.06°W |
| 地磁南极 | (1998) 64°36′S 138°30′E / 64.6°S 138.5°E | (2004) 63°30′S 138°00′E / 63.5°S 138.0°E | (2007) 64°29′49″S 137°41′02″E / 64.497°S 137.684°E | (2015) 64°17′S 136°35′E / 64.28°S 136.59°E |

另外需要注意的是地磁南極實際是物理上的磁場北極。出現這種狀況的原因是人們在發現磁極異性相吸、同性相斥的規律之前就定義了地磁北極這個名詞。首先，人們定義了指南針指向地理北極的一端為磁場北極，由於這個定義是隨意的，因此是可以接受的。然後，人們根據北方的地磁場極點接近地理北極的知識，定義了這個極點為地磁北極。可是，當人們最後發現磁場原來是同性相斥的規律以後，地磁北極也就只能作為習慣用法被保留下來了。相對的，地磁南極實際上是物理上的磁場北極。